# Гаріпал Каушик
Гаріпал Каушик (2 лютого 1934 — 25 січня 2018) — індійський хокеїст на траві.
Олімпійський чемпіон 1956, 1964 років.
Переможець Азійських ігор 1966 року.